# 松浦優
松浦 優（まつうら ゆう、1996年 - ）は、日本の社会学者。専門は社会学およびクィア・スタディーズ。
「二次元のキャラクターや物語を、生身の人間とは異なる存在として、性的に欲望するセクシュアリティ」（二次元性愛）に関する社会学的調査とクィア理論的研究を専門に行っている。また、アセクシュアルやアロマンティック、フィクトセクシュアルに関する研究を行っている。

## 経歴
日本学術振興会特別研究員DC2を経て、2024年3月に九州大学大学院人間環境学府博士後期課程を修了。博士論文「二次元性愛の抹消と抵抗可能性に関する社会学的研究」で博士（人間環境学）を取得。九州大学大学院人間環境学研究院学術協力研究員を経て、2025年4月より東京大学大学院情報学環・学際情報学府特任研究員。

## 研究
二次元性愛やフィクトセクシュアルの人々が被る差別について研究を行っている。こうした差別の背景にある社会的規範を表す用語として、「対人性愛中心主義」と「ヒューマノジェンダリズム」という理論概念を提起した。
ジュディス・バトラーの「字義どおり化」概念を批判的に援用しつつ、異性愛規範だけでは説明できない問題として、強制的性愛や対人性愛中心主義があると指摘した。クィア研究者の藤高和輝は、対人性愛中心主義に関する松浦の理論研究を「規範的社会によって傷ついた人々を癒し世界を異化する実践」として「高く評価」している。
差別に関する社会学理論研究において、「排除の対象としてあからさまに名指されるのとは異なる、差異化をともなわない周縁化」があることを指摘し、それを「抹消」と概念化したうえで、アルフレッド・シュッツの現象学的社会学に依拠して理論的考察を行った。

## 活動
2024年、フィクトセクシュアルに関する啓発団体「Fictosexual Perspective」を設立し、フィクトセクシュアルの人々の経験や思考をアーカイブする同人誌を制作している。

## 受賞歴
- 2024年 - 論文「抹消の現象学的社会学」で、第23回日本社会学会奨励賞［論文の部］[11]。

- 2025年 - 共著『恋愛社会学』（高橋幸・永田夏来編）が、紀伊國屋じんぶん大賞2025の第13位にランクイン[12]。

## 著書

### 単著
- 『アセクシュアル アロマンティック入門：性的惹かれや恋愛感情を持たない人たち』集英社（集英社新書）、2025年、ISBN 9784087213522

### 分担執筆
- 「雰囲気としての強制的（異）性愛：アセクシュアルを理解可能にするための現象学」稲原美苗・川崎唯史・中澤瞳・宮原優編『フェミニスト現象学：経験が響きあう場所へ』 ナカニシヤ出版、2023年、ISBN 9784779516986
- 「家族と多様な性」山下亜紀子・吉武理大編『入門・家族社会学：現代的課題との関わりで』学文社 2024年、ISBN 9784762032554
- 「コンテンツや場所を介して立ち上がる対人性愛中心主義批判：二次元の性的創作物への法規制に対する抵抗運動に注目して」永田大輔・松永伸太朗・杉山怜美編『アニメと場所の社会学：文化産業における共通文化の可能性』ナカニシヤ出版 2024年、ISBN 9784779518126
- 「2次元キャラクターへの恋愛：フィクトセクシュアル／フィクトロマンティックと対人性愛中心主義」高橋幸・永田夏来編『恋愛社会学：多様化する親密な関係に接近する』ナカニシヤ出版 2024年、ISBN 9784779517662

### 主要な学術論文
- 「アニメーション的な誤配としての多重見当識：非対人性愛的な「二次元」へのセクシュアリティに関する理論的考察」『ジェンダー研究』25号、pp.139-157、2022年、doi:10.24567/0002000551
  - 繁体中国語訳「作為賦生式誤配的多重定向力：非對人性戀之對「二次元」性特質的相關理論考察」（訳：SH Liao・靈師）、『臺大宅研《球根｜Rhizome》』、2023年、https://vocus.cc/article/63e50cb5fd89780001297a30）
- 「抹消の現象学的社会学：類型化されないことをともなう周縁化について」『社会学評論』第74巻第1号、pp.158-174、2023年、doi:10.4057/jsr.74.158（第23回日本社会学会奨励賞［論文の部］受賞）